# دریم‌ورلد
شهربازی دریم ورلد (به انگلیسی: Dream World) یکی از بزرگ‌ترین شهربازی‌های بانکوک می‌باشد که در میان گردشگران تور تایلند جایگاه ویژه‌ای دارد. شهربازی دریم ورلد واقع در خارج شهر بانکوک می‌باشد که با طراحی و بازی‌های مهیجی که دارد می‌توانید ساعات مهیج و خوبی را در این شهربازی بگذرانید. این مجموعه بزرگ شامل بخش‌هایی نظیر سرزمین ماجرا، سرزمین رؤیایی، دریم ورلد پلازا می‌باشد که هر کدام از این‌ها شامل بخش‌های مختلفی است. در قسمت ورود به شهربازی دریم ورل پلازا را با طراحی الهام گرفته از دیسنی لند آمریکا و مغازه‌ها و فروشگاه‌های مختلف شما را مجذوب خودش می‌کند.
قسمت سرزمین رؤیایی از قصه پریا مانند زیبای خفته، سیندرلا، سفید برفی و غیره الهام گرفته است که زیبایی استثنایی دارد. همچنین سرزمین ماجرا از روی فضا و آینده الهام گرفته شده که تفریحات نظیر اتوبوس دیوانه، شهر برفی، ماشین عتیقه، فرش پرنده، کشتی وایکینگها و غیره نیز می‌باشد. قسمت باغ رؤیایی هم دارای دریاچه بزرگ و چشم‌اندازهای طبیعی می‌باشد که اگر علاقه به عکاسی دارید این قسمت برای گرفتن عکس‌های زیبا بسیار مناسب می‌باشد.